# Eloy Ricardo Domínguez Martínez
Eloy Ricardo Domínguez Martínez (ur. 4 stycznia 1977 w Hawanie) – kubański duchowny katolicki, biskup pomocniczy Hawany od 2022.

## Życiorys

### Prezbiterat
Święcenia kapłańskie przyjął 27 sierpnia 2011 i został inkardynowany do archidiecezji Hawana. Pracował jako duszpasterz parafialny. Od 2020 był rektorem sanktuarium w El Rincón.

### Episkopat
16 lipca 2022 papież Franciszek mianował go biskupem pomocniczym archidiecezji Hawana oraz biskupem tytularnym Nisa in Lycia. Sakry udzielił mu 1 października 2022 kardynał Juan García Rodríguez.